# Auguste-Emmanuel Hellin
Auguste-Emmanuel Hellin est un chanoine, généalogiste, héraldiste et historien né à Anvers le 11 février 1724 et mort à Gand le 5 avril 1803.
En 1753, il fut nommé chanoine du chapitre de la cathédrale Saint-Bavon à Gand et en devint écolâtre.
Après la cession par l'empereur François II des Pays-Bas du sud à la République française au traité de Campo Formio, il se montra hostile au système démocratique et refusa en 1799 de prêter serment à la Constitution, ce qui lui valut d'être exilé. Il alla s'installer alors à Cologne. Après le Concordat de 1801, où le Pape reconnaissait le nouveau système politique, il rentra à Gand où il mourut en 1803.
Il est l'auteur de nombreux manuscrits généalogiques et historiques.
Il n'a toutefois livré à la presse qu'un seul ouvrage consacré à l'histoire des évêques et du chapitre de Gand.
Le 5 décembre 1803, les manuscrits du chanoine Hellin, dont plusieurs étaient prêts pour l'impression, furent vendus à Gand, chez le libraire C.-J. Ferrand. La plupart d'entre eux furent acquis par le magistrat et généalogiste Luc de Roovere de Roosemersch, conseiller à la cour supérieure de Justice de Bruxelles. Après son décès, ils furent pour partie acquis par le bibliophile de Jonghe, et pour partie par le généalogiste Félix-Victor Goethals, bibliothécaire de la ville de Bruxelles, dont la riche bibliothèque passera ensuite à la Bibliothèque royale de Belgique où elle repose toujours dans ce qui est désormais nommé Fonds Goethals.

## Publications
- Histoire chronologique des évêques et du chapitre exempt de l'église cathédrale de Saint-Bavon à Gand ; suivie d'un recueil des épitaphes modernes et anciennes de cette église, Gand, 1770, suivi d'un supplément, 1777, 2 volumes Lire en ligne